# 남울산역
남울산역(南蔚山驛)은 울산광역시 남구 달동에 있었던 동해남부선의 역이다. 동해남부선 울산 시내구간 이설과 함께 자연스럽게 폐지되었다. 역사(驛舍)와 부본선, 측선이 없는 간이역이었으며 승강장이 짧은 관계로 부산-울산간 통근열차(통일호로 운행되다 1990년 무궁화호 NDC로 승격)만 정차하였다.

## 연혁
- 1987년: 임시승강장으로 개업
- 1992년 8월 20일: 동해남부선 이설로 폐역